# Penglai
Pour les articles homonymes, voir Penglai (homonymie).

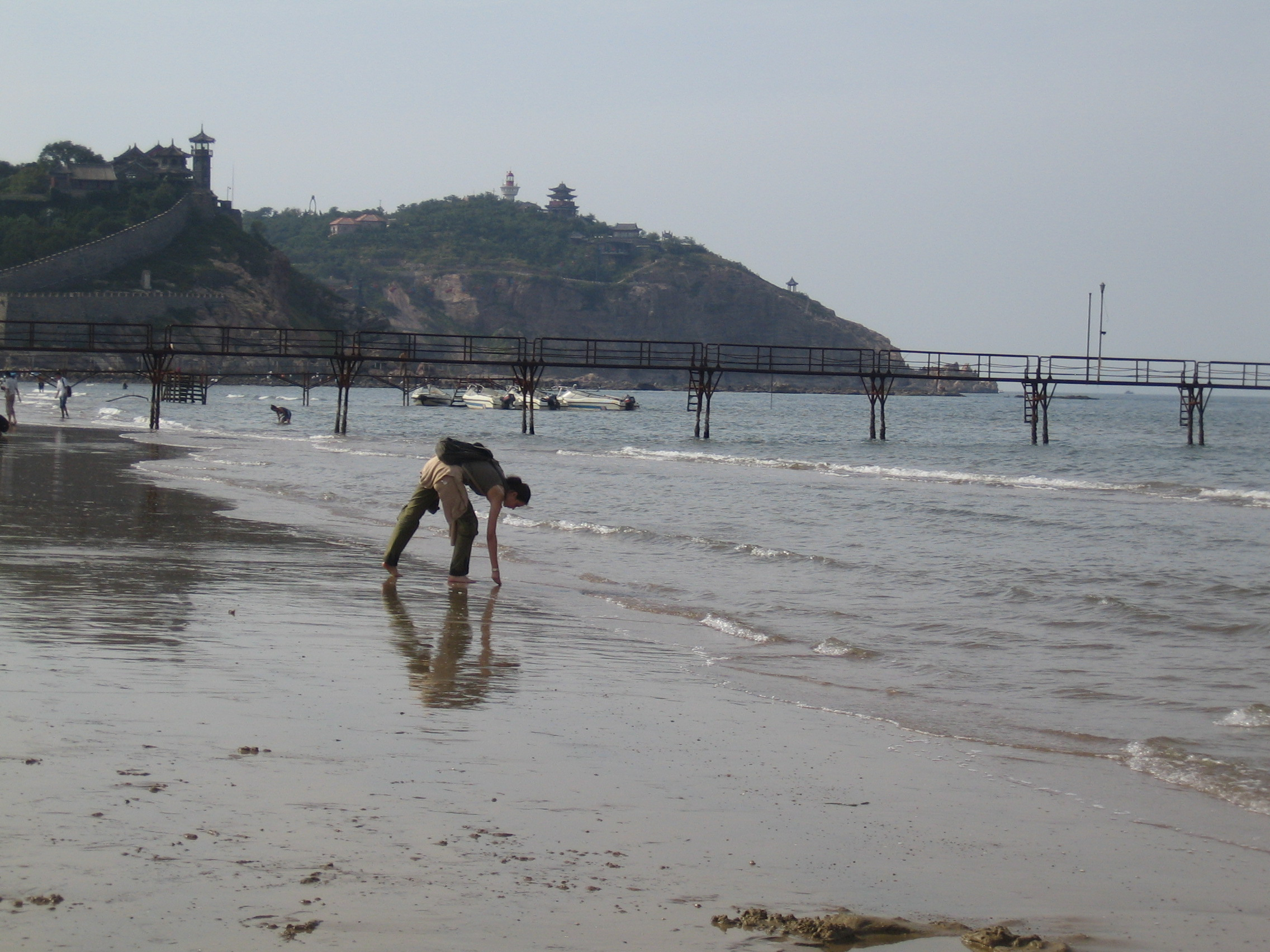
Bord de mer à Penglai

Penglai (蓬莱 ; pinyin : Pénglái) est une ville de la province du Shandong en Chine. C'est une ville-district placée sous la juridiction administrative de la ville-préfecture de Yantai.

## Démographie
La population du district était de 486 105 habitants en 1999.